# شهرستان بومی
شهرستان بومی (به لاتین: Bomi County) یکی از ۱۵ شهرستان کشور لیبریا است که در غرب آن واقع شده‌است. شهرستان بومی ۱٬۹۳۲ کیلومتر مربع مساحت و ۸۴٬۱۱۹ نفر جمعیت دارد.